# Pobrđe Milodraž
Podbrđe Milodraž je naseljeno mjesto u općini Kiseljak, Federacija Bosne i Hercegovine, BiH.

## Stanovništvo

### 1991.
Nacionalni sastav stanovništva 1991. godine, bio je sljedeći:
ukupno: 215
- Muslimani - 206
- Srbi - 2
- Jugoslaveni - 2
- ostali, neopredijeljeni i nepoznato - 5

### 2013.
Nacionalni sastav stanovništva 2013. godine, bio je sljedeći:
ukupno: 148
- Bošnjaci - 148